# Chủ nghĩa bài Do Thái
Chủ nghĩa bài Do Thái (tiếng Anh: Antisemitism; còn được đánh vần anti-semitism hoặc anti-Semitism) một số tài liệu tiếng Việt dịch là Chống chủ nghĩa Xê-mít, là sự thù địch, thành kiến hoặc phân biệt đối xử đối với người Do Thái. Quan điểm này là một hình thức phân biệt chủng tộc, và những cá nhân chấp nhận nó được gọi là người bài Do Thái. Mặc dù chủ nghĩa bài Do Thái chủ yếu do những người không phải Do Thái gây ra, nhưng đôi khi nó có thể do người Do Thái tự gây ra trong một hiện tượng được gọi là "auto-antisemitism" (tức là người Do Thái tự ghét mình). Về cơ bản, xu hướng bài Do Thái có thể được thúc đẩy bởi cảm giác tiêu cực đối với người Do Thái với tư cách một dân tộc hoặc bởi cảm giác tiêu cực đối với đối với Do Thái giáo. Trong trường hợp đầu tiên, thường được trình bày dưới dạng chủ nghĩa bài Do Thái về chủng tộc, sự thù địch của một người được thúc đẩy bởi niềm tin rằng người Do Thái tạo thành một chủng tộc riêng biệt với những đặc điểm hoặc đặc trưng cố hữu đáng ghê tởm hoặc kém hơn so với những đặc điểm hoặc đặc trưng ưa thích trong xã hội của người đó. Trong trường hợp thứ hai, được gọi là chủ nghĩa bài Do Thái trong tôn giáo, sự thù địch của một người được thúc đẩy bởi nhận thức tôn giáo của họ về người Do Thái và đạo Do Thái, thường bao gồm các học thuyết về sự mê tín mong đợi hoặc yêu cầu người Do Thái quay lưng lại với đạo Do Thái và tuân theo tôn giáo tự coi mình là đức tin kế thừa của đạo Do Thái. — đây là chủ đề chung trong các tôn giáo Abraham khác. Sự phát triển của chủ nghĩa bài Do Thái về chủng tộc và tôn giáo trong lịch sử đã được khuyến khích bởi chủ nghĩa chống Do Thái giáo (Anti-Judaism), mặc dù bản thân khái niệm này khác với chủ nghĩa bài Do Thái (Antisemitism).
Có nhiều cách khác nhau để thể hiện chủ nghĩa bài Do Thái, tùy theo mức độ nghiêm trọng của cuộc đàn áp người Do Thái. Ở khía cạnh tế nhị hơn, nó bao gồm những biểu hiện căm thù hoặc phân biệt đối xử đối với từng cá nhân người Do Thái và có thể kèm theo bạo lực hoặc không. Ở mức độ cực đoan nhất, nó bao gồm các cuộc tàn sát hoặc diệt chủng, có thể được nhà nước bảo trợ hoặc không. Mặc dù thuật ngữ "chủ nghĩa bài Do Thái" không được sử dụng phổ biến cho đến thế kỷ XIX, nhưng nó cũng được áp dụng cho các vụ chống Do Thái trước và sau này. Các trường hợp đàn áp bài Do Thái đáng chú ý bao gồm Các cuộc thảm sát Rhineland năm 1096; Sắc lệnh trục xuất năm 1290; cuộc đàn áp người Do Thái ở châu Âu trong Cái chết đen, từ năm 1348 đến năm 1351; vụ thảm sát người Do Thái ở Tây Ban Nha năm 1391, cuộc đàn áp của Tòa án dị giáo Tây Ban Nha và trục xuất người Do Thái khỏi Tây Ban Nha năm 1492; vụ thảm sát người Cossack ở Ukraine, từ năm 1648 đến 1657; nhiều cuộc tàn sát chống Do Thái khác nhau ở Đế quốc Nga, từ năm 1821 đến năm 1906; vụ Dreyfus, giữa năm 1894 và 1906; Holocaust trong Chiến tranh Thế giới thứ hai; và nhiều chính sách chống Do Thái khác nhau của Liên Xô. Trong lịch sử, hầu hết các sự kiện bạo lực chống Do Thái trên thế giới đều diễn ra ở Châu Âu theo đạo Cơ đốc. Tuy nhiên, kể từ đầu thế kỷ XX, các vụ việc chống Do Thái trên khắp thế giới Ả Rập đã gia tăng mạnh mẽ, phần lớn là do sự gia tăng các thuyết âm mưu bài Do Thái của người Ả Rập, vốn đã được nuôi dưỡng ở một mức độ nào đó dưới sự bảo trợ của các thuyết âm mưu chống Do Thái của Châu Âu.
Trong thời đương đại, một biểu hiện được gọi là "chủ nghĩa bài Do Thái mới" đã được xác định. Khái niệm này đề cập đến việc khai thác xung đột Ả Rập-Israel bởi một số lượng lớn những người chống Do Thái ẩn danh, những người có thể cố gắng đạt được sự thu hút hoặc tính hợp pháp cho những trò lừa bịp chống Do Thái của họ bằng cách miêu tả mình là người chỉ trích hành động của chính phủ Israel; điều này khác với những người nhìn nhận các chính sách của chính phủ Israel một cách tiêu cực, vốn không mang tính chất chống Do Thái. Tương tự như vậy, vì Nhà nước Israel có dân số chủ yếu là người Do Thái, nên các luận điệu bài Do Thái thường được thể hiện bằng các biểu hiện của chủ nghĩa chống Israel, mặc dù điều này không phải lúc nào cũng đúng và những biểu hiện như vậy đôi khi có thể là một phần của phong trào bài Trung Đông rộng hơn.
Do từ gốc Semite, thuật ngữ này dễ bị xem là cách gọi sai bởi những người giải thích nó là đề cập đến lòng căm thù phân biệt chủng tộc nhắm vào tất cả "người Semit" (tức là những người nói ngôn ngữ Semit, chẳng hạn như người Ả Rập, người Assyria và người Do Thái, người Arame). Cách sử dụng này là sai lầm; từ ghép antisemitismus (nghĩa đen là 'antisemitism') lần đầu tiên được sử dụng trong bản in ở Đức vào năm 1879[17] như một "thuật ngữ nghe có vẻ khoa học" để chỉ Judenhass (nghĩa đen là 'Jew-hatred'), và từ đó nó được dùng để chỉ tình cảm bài Do Thái.

## Một số nhân vật bài Do Thái nổi tiếng

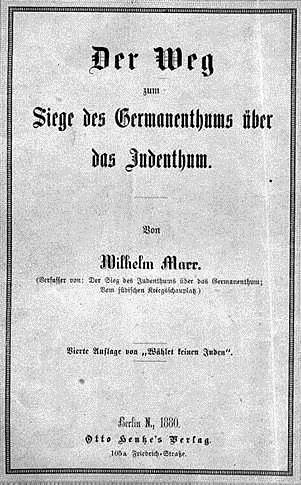
Cuốn sách Der Weg zum Siege des Germanenthums über das Judenthum của Wilhelm Marr, lần in năm 1880

Tư tưởng bài Do Thái được thể hiện bởi Martin Luther (1483–1546), là nhà thần học Đức đã khởi xướng Phong trào Cải cách Đức, có tầm ảnh hưởng sâu rộng từ tôn giáo đến chính trị, kinh tế, giáo dục và ngôn ngữ, khiến cho ông trở thành một trong những nhân vật quan trọng nhất trong lịch sử cận đại Châu Âu. Tư tưởng của ông mang ý định bài xích Do Thái tuy không dữ dội như xu hướng đả kích Thiên chúa giáo của ông. Tuy thế, giáo hội Lutheran mang tên ông không mang tư tưởng bài Do Thái.
Tiến sĩ Karl Lueger (1844–1910), chính trị gia và thị trưởng (1897–1910) thủ đô Viên nước Áo, có những chính sách bài Do Thái và phân biệt chủng tộc. Lueger trở thành chính trị gia có ảnh hưởng mạnh nhất ở Áo lúc bấy giờ do tư cách có văn hóa và trình độ tri thức đáng kể. Những người chống đối ông, kể cả người Do Thái, phải công nhận ông là người tề chỉnh, có tinh thần hiệp sĩ, khoáng đạt và dễ dung thứ. Ngay cả nhà văn nổi tiếng Áo gốc Do Thái, Stefan Sweig, cũng có ý kiến thiện cảm về ông. Vì thế, có thể nói tư tưởng bài Do Thái của Lueger đạt mức độ tinh tế từ cảm quan của cá nhân, dễ thuyết phục người khác.
Người bị thuyết phục mạnh mẽ nhất là Adolf Hitler khi ông sống lang thang ở Wien thời còn trẻ. Chính Hitler nhìn nhận rằng tư tưởng bài xích người Do Thái manh nha từ những ngày ông sống ở Wien. Ông cho rằng người Do Thái là mầm mống của tệ nạn mại dâm và mua bán nô lệ da trắng. Ông bị ảnh hưởng sâu xa bởi sách báo ở Wien bài xích người Do Thái. Nhưng Hitler đưa tư tưởng bài Do Thái lên mức độ cao hơn khi cho rằng Lueger quá khoan dung và không thấy rõ vấn đề về chủng tộc của người Do Thái.
Tư tưởng bài Do Thái được Đảng Công nhân Đức, tiền thân của Đảng Quốc xã, thể hiện một cách chính thức trong cương lĩnh của đảng công bố ngày 24 tháng 2 năm 1920. Sau này, bản cương lĩnh trở thành chương trình hành động chính thức của Đảng Quốc xã.
Trong quyển Mein Kampf, tư tưởng bài Do Thái của Hitler được trình bày rất rõ nét. Ông ngược dòng lịch sử để đánh giá cao sự vinh quang của Đế quốc Đức do Otto von Bismarck thiết lập năm 1871, nhưng phê phán rằng một trong những lý do khiến cho đế quốc này sụp đổ là việc dung dưỡng người Do Thái.
Tuy thế, Hitler không phải là người đơn độc bài Do Thái một cách mù quáng. Nhiều nhân vật chủ chốt lúc đầu của Đảng Lao động Đức đã sẵn có tư tưởng này từ khi Hitler còn là nhân vật vô danh. Ví dụ điển hình là Dietrich Eckart, thường được xem là nhà sáng lập tinh thần của Quốc xã, cũng mang tư tưởng này ngay từ đầu. Tư tưởng bài Do Thái trở nên mù quáng và hàm hồ hơn khi trung ương đảng Lao động Đức, vì muốn tranh giành quyền lực với Hitler, năm 1921 đã kết án Hitler là người thân Do Thái.
Vào thời kỳ này, nước Đức đã rộ lên phong trào bài Do Thái, điển hình là vào năm 1920, đảng Lao động Đức mua lại một tờ báo chuyên bài xích Do Thái và biến nó thành tờ báo tiếng nói chính thức của đảng. Vì thế, tư tưởng có tính cộng hưởng: xu hướng bài Do Thái của nhiều người Đức được Hitler lợi dụng khai thác, và đến phiên Hitler nhờ tài hùng biện lôi kéo thêm nhiều người Đức đi theo đường lối này.
Suốt đời, Hitler vẫn là người bài xích Do Thái mù quáng và quá khích. Di chúc của ông, viết ra vài giờ trước khi chết, chứa đựng lời công kích cuối cùng đối với người Do Thái, cho là họ có trách nhiệm đối với cuộc chiến mà ông phát động.